# Harley-Davidson: Race Across America
Harley-Davidson: Race Across America es un Videojuego de carreras desarrollado por Canopy Games y G2M Games, y publicado por WizardWorks Software en 1999. El juego se centra en las carreras de motocicletas Harley-Davidson en diferentes lugares de los Estados Unidos, con el objetivo final de llegar al Sturgis Motorcycle Rally.
Running Dog desarrolló una versión del juego que también se lanzó para Game Boy Color en 2000. A Race Across America le siguió más tarde Harley-Davidson: Wheels of Freedom, lanzado en 2000.

## Jugabilidad

### Microsoft Windows
En Race Across America, los jugadores participan en una serie de carreras punto a punto en motocicletas Harley-Davidson en lugares del mundo real de los Estados Unidos.
El juego ofrece dos modos para un solo jugador: Practice Race, donde los jugadores pueden seleccionar un solo recorrido y una moto para correr, y Tour Game, el modo principal del juego en el que los jugadores participan en un recorrido que conduce al Sturgis Motorcycle Rally en Dakota del Sur. El jugador puede elegir una serie de rutas predeterminadas en Tour Game, todas las cuales tienen lugar en numerosos lugares de Estados Unidos, a saber, Arizona, California, Colorado, Utah y el estado natal de Harley-Davidson de Wisconsin. Varios puntos de referencia también aparecen en el juego, a saber, el Corn Palace en Mitchell, South Dakota y los monumentos de dinosaurios en Utah, entre otros.
Race Across America ñ emplea varias motocicletas de la compañía, desde el motor Twin Cam 88 - propulsado Dyna Low Rider hasta el 1956 KHK; este último se puede desbloquear al finalizar el modo Tour del juego. Cada motocicleta se distingue por sus características de manejo, rendimiento y economía de combustible, y puede modificarse con mejoras de rendimiento en el taller utilizando el dinero adquirido al ganar carreras. El jugador recibe una cantidad limitada de combustible que se puede reponer en gasolineras "67" esparcidas por cada campo.
Además del modo para un solo jugador, Race Across America también cuenta con un modo multijugador en la versión para PC, lo que permite que hasta cuatro jugadores participen en carreras en recreaciones de los campos para un solo jugador, con soporte para red de área local, módem, serie e Internet.

### Game Boy Color
La versión de Game Boy Color, desarrollada por Running Dog y lanzada por Infogrames y WizardWorks en 2000, se presenta de manera similar al juego anterior de Mindscape Harley-Davidson: The Road to Sturgis en términos de gráficos debido a las limitaciones de hardware de Game Boy Color, y solo presenta cuatro cursos y cuatro motocicletas en comparación con los seis en la versión original de Windows.

## Recepción
La versión para PC recibió críticas desfavorables según el sitio web  agregación de reseñas GameRankings. GameSpot dijo, "Su acción de andar en moto estilo arcade sin inspiración no se acerca a hacer justicia a la licencia de renombre". Vincent Lopez de IGN le dio a la misma versión de PC una revisión igualmente negativa, criticando la jugabilidad mediocre, junto con el complejo multijugador y los menús de opciones de configuración de GPU que consideró demasiado complicados para su público objetivo.